# Theodore Cross
Theodore Lamont Cross II (12 de fevereiro de 1924 - 28 de fevereiro de 2010) foi um editor e ativista dos direitos civis norte-americano. Faleceu de insuficiência cardíaca.
Cross serviu como oficial da Marinha na Guerra do Pacífico da II Guerra Mundial.